# Premio del patrimonio culturale dell'Unione europea
Il premio del patrimonio culturale Unione europea / Europa Nostra più conosciuto come European Heritage Awards, celebra l'eccellenza nella conservazione del patrimonio, dal restauro di edifici ed il loro riutilizzo, a nuovi utilizzi urbani e rurali del paesaggio, interpretazioni di siti archeologici e cura di collezioni d'arte. Inoltre valorizza la ricerca, i contributi esemplari nell'ambito della conservazione del patrimonio da parte di individui o organizzazioni e progetti di istruzione legati al patrimonio.

## Storia
Nel 1978 l'organizzazione Europa Nostra lanciò il suo premio per il patrimonio culturale, chiamato all'epoca "Europa Nostra Heritage Awards". Bisogna aspettare fino al 1988 prima che la Commissione europea riconosca Europa Nostra come una federazione pan-europea per il patrimonio culturale. A partire da quella data inizia una collaborazione con l'istituzione comunitaria e nel 2002 la Commissione europea e Europa Nostra lanciano insieme il Premio del patrimonio culturale dell'Unione europea conosciuto in generale con il suo nome inglese "European Union Prize for Cultural Heritage/Europa Nostra Awards".

## Descrizione
I premi sono co-finanziati dalla Commissione europea nell'ambito del programma Creative Europe, e precedentemente dal programma Cultura. Europa Nostra è responsabile della selezione e organizzazione della cerimonia di premiazione. I premi riconoscono e promuovono le migliori pratiche di conservazione del patrimonio a livello europeo. Il premio comprende il Premio Europa Nostra con le sue medaglie e diplomi nato nel 1978 ed il premio per il patrimonio culturale Unione europea / Europa Nostra, che ha guadagnato in influenza e premi in denaro. L'obiettivo dei premi è molteplice: promuovere standard di eccellenza nelle pratiche di conservazione, stimolare scambi oltre confine di tecniche e conoscenze e incoraggiare ulteriori iniziative esemplari nel campo del patrimonio culturale.

## Categorie
A partire dal 2008, risultati eccellenti nel settore del patrimonio in Europa sono premiati nelle seguenti 4 categorie:
- CONSERVAZIONE
- RICERCA E DIGITALIZZAZIONE
- CONTRIBUTI ESEMPLARI da parte di individui e organizzazioni
- ISTRUZIONE, FORMAZIONE E SENSIBILIZZAZIONE

I risultati eccellenti debbono riferirsi ad una delle seguenti aree:
- Edifici singoli o gruppi di edifici rurali o urbani;
- Modifiche o aggiunte ad edifici, o nuovi progetti di edifici all'interno di zone storiche;
- Siti e strutture industriali ed ingegneristiche;
- Paesaggi culturali: centri abitati, piazze cittadine e quartieri;
- Parchi storici e giardini, aree più ampie di paesaggi creati dall'uomo, o aree di importanza culturale, ambientale e/o agricola;
- Siti archeologici, inclusi siti sommersi;
- Collezioni d'arte: collezioni di importanza artistica e storica o oggetti d'arte antica;
- Patrimonio culturale intangibile come pratiche, rappresentazioni, espressioni, così come conoscenze e abilità che comunità, gruppi, ed in alcuni casi, individui riconoscono come parte del loro patrimonio.

Ogni anno vengono proclamati circa 30 vincitori e normalmente vengono scelti 6 gran premi. Il Grand Prix è un premio in denaro. A partire dal 2012 è stato introdotto un premio del pubblico, per permettere ad un più ampio pubblico di scegliere i loro progetti preferiti attraverso una votazione online. Dal 2002 al 2006 il premio era suddiviso in 3 categorie (premio, medaglia e diploma (vedi la tabella sotto).

## Lista dei vincitori
| Anno | Categoria                                  | Progetto                                                                       | Luogo                              | Nazione              | Note                            |
| ---- | ------------------------------------------ | ------------------------------------------------------------------------------ | ---------------------------------- | -------------------- | ------------------------------- |
| 2014 | Conservazione                              | Museo Horta                                                                    | Bruxelles                          | Belgio               |                                 |
| 2014 | Conservazione                              | Casa della cooperazione: Centro educativo nella zona smilitarizzata di Nicosia | Nicosia                            | Cipro                |                                 |
| 2014 | Conservazione                              | Biblioteca Bardensis                                                           | Barth                              | Germania             |                                 |
| 2014 | Conservazione                              | Basilica Palladiana                                                            | Vicenza                            | Italia               |                                 |
| 2014 | Conservazione                              | Teatro Sociale                                                                 | Bergamo                            | Italia               |                                 |
| 2014 | Conservazione                              | Case walser: conservazione dell'architettura tradizionale ad Alagna Valsesia   | Alagna Valsesia                    | Italia               |                                 |
| 2014 | Conservazione                              | Villa Hovelsrud                                                                | isola di Helgøya, Nes på Hedmarken | Norvegia             |                                 |
| 2014 | Conservazione                              | Percorso storico delle linee di Torres Vedras                                  | Lisbona                            | Portogallo           |                                 |
| 2014 | Conservazione                              | Affreschi del XVII secolo nella chiesa di Dragomirna                           | Dragomirna, Suceava                | Romania              | Premio del pubblico, Grand Prix |
| 2014 | Conservazione                              | Programma delle cooperative vinicole                                           | Catalogna                          | Spagna               | Grand Prix                      |
| 2014 | Conservazione                              | Paesaggio storico degli oliveti di El Sénia                                    | El Sénia                           | Spagna               |                                 |
| 2014 | Conservazione                              | Ponte romano, porta del ponte, torre di Calahorra e regioni circostanti        | Cordoba                            | Spagna               |                                 |
| 2014 | Conservazione                              | Abbotsford: la casa di Sir Walter Scott                                        | Melrose                            | Regno Unito          |                                 |
| 2014 | Conservazione                              | Camera d'Ambra a Pushkino                                                      | S.Pietroburgo                      | Russia               |                                 |
| 2014 | Conservazione                              | Navi a vapore della Belle Époque sul lago di Ginevra                           | Losanna                            | Svizzera             |                                 |
| 2014 | Ricerca                                    | Costruzione romana a volta nel Peloponneso                                     | Peloponneso                        | Grecia               | Grand Prix                      |
| 2014 | Ricerca                                    | Giardini dei castelli in Transilvania                                          | Budapest                           | Ungheria             |                                 |
| 2014 | Ricerca                                    | Van Dyck in Spagna                                                             | Madrid                             | Spagna               |                                 |
| 2014 | Ricerca                                    | Architettura ecclesiastica del VII secolo nel Caucasp meridionale              | Mosca                              | Russia               |                                 |
| 2014 | Contributi esemplari                       | Società memoriale di Gustav Klimt                                              | Vienna                             | Austria              |                                 |
| 2014 | Contributi esemplari                       | Associazione paesaggistica di Kempens                                          | Putte                              | Belgio               | Grand Prix                      |
| 2014 | Contributi esemplari                       | Associazione Iubilantes                                                        | Como                               | Italia               |                                 |
| 2014 | Istruzione, formazione e sensibilizzazione | Campi di restauro regionale "Patrimonio culturale senza frontiere"             | Tirana                             | Albania              |                                 |
| 2014 | Istruzione, formazione e sensibilizzazione | Passaggio: da una città rugginosa alla nuova Miskolc                           | Miskolc                            | Ungheria             | Grand Prix                      |
| 2014 | Istruzione, formazione e sensibilizzazione | Il caso Coen                                                                   | Hoorn                              | Paesi Bassi          |                                 |
| 2014 | Istruzione, formazione e sensibilizzazione | Programma radio "Incontri con il patrimonio culturale                          | Lisbona                            | Portogallo           |                                 |
| 2014 | Istruzione, formazione e sensibilizzazione | Shaping 24: Promozione del patrimonio a Norwich e a Gand                       | Norwich e Gand                     | Regno Unito e Belgio |                                 |